# Lijst van afleveringen van Ghost Whisperer
Dit is de lijst met afleveringen van de Amerikaanse televisieserie Ghost Whisperer. De serie telt vijf seizoenen. Een overzicht van alle afleveringen volgt hieronder.

## Seizoen 1
| Aflevering | Titel                       | Uitzenddatum: Verenigde Staten – Nederland – België    | Productiecode |
| --- | --------------------------- | ------------------------------------------------------ | ------------- |
| 1 | Pilot                       | 23 september 2005 – 19 januari 2006 – 13 november 2007 | 101           |
| Melinda is net getrouwd als ze tijdens het diner ziet dat er uit het niets iets op het raam wordt geschreven. Ze weet dat het een geest is en voelt zich niet fijn bij de situatie. Desondanks helpt ze hem met zijn familie te herenigen. |                             |                                                        |               |
| 2 | The Crossing                | 30 september 2005 – 26 januari 2006 – 20 november 2007 | 102           |
| Een jongen roept de hulp in van Melinda om zijn moeder gerust te stellen dat het niet haar schuld is, dat hij door een treinongeluk om het leven is gekomen. |                             |                                                        |               |
| 3 | Ghost, Interrupted          | 7 oktober 2005 – 9 februari 2006 – 27 november 2007    | 103           |
| De overleden tweelingzus van een tienermeisje vraagt de hulp van Melinda. Via haar wil het meisje het goedmaken met haar zus die in een psychiatrische inrichting zit. Het levende meisje beweert namelijk dat ze de geest van haar zus nog altijd bij zich voelt. De geest wil dat haar zus weet dat haar vriendje is vreemdgegaan en wil het ook terug goedmaken met haar vader, maar ze wil vooral haar zus uit de instelling krijgen. |                             |                                                        |               |
| 4 | Mended Hearts               | 14 oktober 2005 – 16 februari 2006 – 4 december 2007   | 104           |
| Een overleden man roept de hulp van Melinda in om het leven van zijn verloofde te redden die na zijn dood zelf ook dood wil. Hij wil er ook achter komen wie zijn hart gekregen heeft om te zien of het naar een waardig persoon is gegaan. Zijn verloofde ziet hem terug in de man die zijn hart heeft en deze spreken daarna nog af. |                             |                                                        |               |
| 5 | Lost Boys                   | 21 oktober 2005 – 23 februari 2006 – 11 december 2007  | 105           |
| Melinda helpt de geesten van drie weeskinderen. De jongens zijn omgekomen in een brand en hebben onvoldoende afscheid kunnen nemen. Dit is niet gemakkelijk aangezien Rat de andere jongens vertelt dat volwassenen niet te vertrouwen zijn omdat een vroegere bewoner van het tehuis het gebouw tegen de grond wou gooien. |                             |                                                        |               |
| 6 | Homecoming                  | 28 oktober 2005 – 2 maart 2006 – 18 december 2007      | 106           |
| Melinda wordt achtervolgd door een woedende tienergeest die enkel wil weten wie zijn biologische moeder is. Deze biologische moeder wil er eerst niets mee te maken hebben. Maar als ze zijn foto's ziet geeft ze toe. |                             |                                                        |               |
| 7 | Hope and Mercy              | 4 november 2005 – 9 maart 2006 – 25 december 2007      | 107           |
| Jim is als verpleger in de ambulance betrokken bij een ernstig ongeval en wordt zwaargewond naar het ziekenhuis gebracht. Melinda snelt naar daar om bij Jim te zijn. In het ziekenhuis komt ze de geest tegen van Hope. Ze maakt zich zorgen over haar man Brad, die haar dood niet kan verwerken. |                             |                                                        |               |
| 8 | On the Wings of a Dove      | 11 november 2005 – 16 maart 2006 – 1 januari 2008      | 108           |
| Jim wordt achtervolgd door een geest van een ex-gevangene die in het ongeluk met de ambulance omkwam. Melinda moet zorgen dat de geest zich losmaakt van Jim en naar "Het Licht" gaat. |                             |                                                        |               |
| 9 | Voices                      | 18 november 2005 – 23 maart 2006 – 8 januari 2008      | 109           |
| Melinda en Jim horen stemmen vanuit hun autoradio, Melinda komt erachter dat het een geest is. Een moeder die wanhopig contact probeert te krijgen met haar zoon. Ze was met haar minnaar in een bos toen ze in een put viel en door een kapotte kabel geëlektrocuteerd werd. Haar zoon hoort de ruis en de stemmen ook overal maar wil met zijn moeder niets meer te maken hebben. Hij heeft het er moeilijk mee dat hij zijn vader niet kan vertellen dat hij homo is en vooral dat zijn moeder er niet meer is om hem te helpen. |                             |                                                        |               |
| 10 | Ghost Bride                 | 25 november 2005 – 30 maart 2006 – 15 januari 2008     | 110           |
| Een vrouw die gaat trouwen wordt achtervolgd door de vorige vrouw van haar toekomstige echtgenoot. Deze is gestorven bij een auto-ongeluk samen met de getuige op de dag van haar trouw. De geest is enorm koppig tot ze merkt dat haar man echt houdt van zijn nieuwe vriendin en toekomstige bruid. Uiteindelijk steekt ze over samen met de getuige. |                             |                                                        |               |
| 11 | Shadow Boxer                | 9 december 2005 – 6 april 2006 – 22 januari 2008       | 111           |
| Een geest genaamd Estelle komt naar Melinda met de vraag om haar gezin (haar man en zoon) terug bij elkaar te brengen. De zoon is een succesvol bokser en verwijt zijn vader dat hij geen afscheid kon nemen van zijn stervende moeder Estelle. Estelle weet niet meer waarom dit zo is. De vader, Gilbert vertelt dan dat Estelle had gevraagd om Teo zijn carrière te laten voorgaan zodat hij zijn moeder niet zou moeten zien sterven maar had er niet bij stilgestaan dat Teo afscheid had willen nemen. |                             |                                                        |               |
| 12 | Undead Comic                | 16 december 2005 – 13 april 2006 – 29 januari 2008     | 112           |
| In een komiekenbar ontmoet Melinda een druipende geest. Deze geest kan zich niets herinneren en Melinda begint te zoeken in de bar waar ze algauw meer te weten komt. De man heeft zelfmoord gepleegd en zijn vriendin, die ook comédienne was, achtergelaten. |                             |                                                        |               |
| 13 | Friendly Neighborhood Ghost | 6 januari 2006 – 20 april 2006 – 5 februari 2008       | 113           |
| De nieuwe overbuur van Melinda wordt achtervolgd door een agressieve en wraaklustige geest. Deze geest beweert dat Melinda's nieuwe overbuur, Todd, zijn kleindochter vermoord heeft in een opvoedkamp waar zowel hij als zijn kleindochter verbleven. Melinda komt erachter dat de kleindochter nog leeft en dat ze er nu zelf les geeft. Todd legt uit dat de twee een ontsnappingspoging gedaan hebben. Het meisje heeft haar grootvader uit boosheid daar achtergelaten en er nooit iets over gezegd waardoor de geest dacht dat Todd haar had vermoord. |                             |                                                        |               |
| 14 | Last Execution              | 13 januari 2006 – 27 april 2006 – 12 februari 2008     | 114           |
| In een kunstgalerij komt een meisje kwaad het schilderij van haar vader weghalen. De vader blijkt geëxecuteerd te zijn wegens moord maar wil als geest zijn dochter nog helpen. De persoon waar hij zijn schilderij aan toevertrouwde is niet eerlijk geweest en de geest wil dat zijn dochter de echte wilsverklaring vindt die hij in een schilderij verscholen heeft. |                             |                                                        |               |
| 15 | Melinda's First Ghost       | 27 januari 2006 – 4 mei 2006 – 19 februari 2008        | 115           |
| Melinda herinnert zich hoe haar relatie met haar moeder verwaterde, toen ze haar eerste ervaring met een geest had. Ze heeft nu echter wel de hulp van haar moeder nodig om een geest te kunnen helpen. |                             |                                                        |               |
| 16 | Dead Man's Ridge            | 3 februari 2006 – 18 mei 2006 – 26 februari 2008       | 116           |
| Andrea wordt bezocht door de geest van een ex-collega, Dennis. Hij is in een nabijgelegen natuurpark gevonden en ligt in een coma in het ziekenhuis. Telkens als zijn hart stopt komt hij haar opzoeken waarna hij weer wordt teruggezogen als ze hem reanimeren. Dennis' broer Charlie ligt ook nog in het natuurpark en Melinda helpt de geest zijn broer te zoeken. |                             |                                                        |               |
| 17 | Demon Child                 | 3 maart 2006 – 25 mei 2006 – 4 maart 2008              | 117           |
| De geest van Daniël, een jonge puber, terroriseert het huis van zijn moeder en zusje. Melinda ontdekt dat moeders een workaholic is, die nooit tijd nam voor Daniël, en alle zorg aan een kindermeisje overliet. Na haar zoveelste gebroken belofte om met Daniël ergens heen te gaan, was Daniël uit boosheid in zijn moeders auto gestapt, aangereden en ter plekke gestorven. Zijn moeder gaf het kindermeisje hiervan de schuld. Nu jaagt hij zijn baby-zusje en alle nieuwe kindermeisjes de stuipen op het lijf in de hoop dat zijn moeder de baby meer aandacht geeft dan haar werk. |                             |                                                        |               |
| 18 | Miss Fortune                | 10 maart 2006 – 26 oktober 2006 – 11 maart 2008        | 118           |
| Als Melinda samen met Andrea naar de kermis gaan, wordt Melinda opgeschrikt door de geest van een goochelaar. De goochelaar beweert dat hij van het leven is beroofd door zijn broer Ambrose, tijdens een spectaculaire goocheltruc onder water. Melinda ontdekt dat de goocheltruc gesaboteerd werd door de assistente van Ambrose, die heimelijk op Ambrose verliefd is, en ervan baalde dat hij als goochelaar steeds maar in de schaduw van zijn oudere broer moest staan. |                             |                                                        |               |
| 19 | Fury                        | 31 maart 2006 – 2 november 2006 – 18 maart 2008        | 119           |
| Rechter Merrick wordt in het zonnetje gezet op het plein voor Melinda's winkel. De wraakzuchtige geest van de Afro-Amerikaanse Ely zorgt ervoor dat de man op het podium naar adem happend in elkaar zakt. Melinda gaat op onderzoek uit en ontdekt dat Ely op zijn beurt jaren geleden werd vermoord door een racistische collega die door Merrick werd vrijgesproken. Ze traceert de enige getuige van het voorval van destijds, en confronteert Merrick daarmee. Die ziet zijn fouten in en doet er boete van. |                             |                                                        |               |
| 20 | The Vanishing               | 7 april 2006 – 9 november 2006 – 25 maart 2008         | 120           |
| 's Nachts wordt Melinda op straat tegengehouden door een familie van geesten. Ze komt lelijk ten val wanneer ze hen probeert te helpen en geraakt in een coma. In deze toestand ziet ze "Het Licht" en ontmoet ze haar overleden grootmoeder. Als ze uiteindelijk ontwaakt, merkt ze op dat ze geen enkele geest meer kan zien. Ze denkt eerst dat ze haar gave kwijt is, maar ook haar moeder heeft geen last meer van geesten. Uiteindelijk weet ze toch nog een geest te vinden, die ze naar het licht helpt, waardoor ze zich realiseert dat ze haar gave niet kwijt is, maar dat er iets in de geestenwereld gebeurd is, waardoor er veel minder geesten op straat zijn. |                             |                                                        |               |
| 21 | Free Fall (1)               | 28 april 2006 – 16 november 2006 – 1 april 2008        | 121           |
| De ruiten van Melinda's winkel vriezen aan tijdens een lentedag. Dan krijgt ze plots bezoek van een piloot en een stewardess die haar duidelijk maken dat hun vliegtuig gaat neerstorten. Andrea is bang dat het om het vliegtuig gaat waar haar broer in zit. Zij en Melinda doen hun best te achterhalen om welk vliegtuig het gaat. Als het vliegtuig dreigt neer te storten vlak bij Grandview pakt Andrea de auto om haar broer te gaan zoeken. |                             |                                                        |               |
| 22 | The One (2)                 | 5 mei 2006 – 23 november 2006 – 8 april 2008           | 122           |
| Het vliegtuig stort neer vlak bij de stad, op een autoweg. Vele mensen - zowel in het vliegtuig als op de autoweg - overleefden de crash niet. Als de geesten van de overleden personen opmerken dat Melinda ze kan zien, komen ze direct naar haar toe. Ook de geest van een bemanningslid spreekt met Melinda. Hij vertelt haar dat een duister figuur met een hoed hen opdraagt om niet naar "Het Licht" te gaan, zodat ze voor eeuwig op aarde kunnen "blijven". Melinda weet de meeste geesten ervan te overtuigen naar het licht te gaan, een enkeling blijft bij de man met de hoed. De broer van Andrea blijkt nog te leven, hij had een andere vlucht genomen. Andrea zelf zat echter in een van de auto’s waarop het vliegtuig is neergestort. Ze realiseert zich pas dat ze dood is wanneer haar broer haar niet kan zien. |                             |                                                        |               |

## Seizoen 2
| Aflevering | Titel aflevering        | Uitzenddatum: Verenigde Staten – Nederland – België  | Productiecode |
| --- | ----------------------- | ---------------------------------------------------- | ------------- |
| 23 | Love Never Dies         | 22 september 2006 – 30 november 2006 – 15 april 2008 | 201           |
| Melinda is bezorgd omdat ze denkt dat Andrea wordt tegengehouden naar "Het Licht" te gaan. Ze zoekt daarom hulp bij een expert in geschiedenis en occultisme, Professor Rick Payne, in de hoop dat hij meer weet over de man met de zwarte hoed. |                         |                                                      |               |
| 24 | Love Still Won't Die    | 29 september 2006 – 7 december 2006 – 22 april 2008  | 202           |
| Melinda moet de geest van haar ex-vriend helpen. Hij heeft haar destijds op een botte manier verlaten toen ze hem over haar gave vertelde. Nu hij overleden is, ziet hij in dat ze destijds de waarheid sprak. Melinda vergeeft hem, en helpt hem ook om het met zijn ex-vrouw goed te maken. Daarnaast maakt Melinda kennis met Delia en haar puberzoon Ned.                                                                          |                         |                                                      |               |
| 25 | Drowned Lives           | 6 oktober 2006 – 14 december 2006 – 29 april 2008    | 203           |
| Melinda gaat op bezoek bij een koppel dat problemen heeft met de leidingen van hun nieuwe huis. Ze komt te weten dat daar een 6-jarig meisje ronddwaalt, dat voorheen in het huis woonde en verdronken is in het zwembad. |                         |                                                      |               |
| 26 | The Ghost Within        | 13 oktober 2006 – 21 december 2006 – 6 mei 2008      | 204           |
| Melinda koopt op een vlooienmarkt een set ornamenten. Ze blijken van een zwaar autistische vrouw te zijn, die tot voor kort door een vriend werd verzorgd. De vriend is echter kort geleden door een ongeluk om het leven gekomen. Nu wil hij dat Melinda zijn vriendin herenigt met haar biologische moeder. Melinda weet de moeder op te sporen en haar te overtuigen dat ze de zorg voor haar autistische dochter heus wel aan kan. |                         |                                                      |               |
| 27 | A Grave Matter          | 20 oktober 2006 – 28 december 2006 – 13 mei 2008     | 205           |
| Op het kerkhof komt Melinda in contact met een geest die beweert dat hij in het verkeerde graf ligt. Hij heet Adam en niet Steve zoals er op de grafzerk staat. De geest wil dat Melinda de vrouw die elke dag bij het verkeerde graf komt rouwen, helpt. |                         |                                                      |               |
| 28 | The Woman of His Dreams | 27 november 2006 – 4 januari 2007 – 20 mei 2008      | 206           |
| Melinda moet een geest helpen die gestorven is tijdens een operatie en Jim in zijn dromen achtervolgt. Ze was een model maar had door haar ouders het idee dat ze niet mooi genoeg was, waardoor ze zich telkens liet opereren. Ze wil haar kleine zusje hetzelfde lot besparen. |                         |                                                      |               |
| 29 | A Vicious Cycle         | 3 november 2006 – 18 januari 2007 – 27 mei 2008      | 207           |
| Als Melinda en Jim gaan kamperen in de bossen, merkt Melinda een auto op. Even later wordt ze op stang gejaagd door de geest van Anna die haar aandacht naar zich toe trekt. Anna knalde tijdens een sneeuwstorm tegen een boom en stierf ter plaatse. Ze zoekt haar dochter omdat ze haar wil beschermen. |                         |                                                      |               |
| 30 | The Night We Met        | 10 november 2006 – 1 februari 2007 – 3 juni 2008     | 208           |
| Melinda moet een geest helpen die stierf in een brand in zijn restaurant. Iedereen gaf hem de schuld maar hij wil met de hulp van Melinda de echte dader zoeken. Ondertussen komt de huwelijksverjaardag van Jim en Melinda eraan en heeft Melinda flashbacks van haar eerste ontmoeting met Jim. |                         |                                                      |               |
| 31 | The Curse of the Ninth  | 17 november 2006 – 8 februari 2007 10 juni 2008      | 209           |
| In een club ontmoet Melinda een ober die al heel lang zijn gitaar niet meer heeft vastgehad en wanneer hij het toch probeert de hele zaal hoofdpijn bezorgt. Melinda ontdekt dat er twee geesten achter hem aan zitten, zijn vader en zijn beste vriend. Een van de twee probeert hem te helpen en de andere werkt hem juist tegen, maar wie helpt en wie niet?                                                                        |                         |                                                      |               |
| 32 | Giving Up The Ghost     | 24 november 2006 – 22 februari 2007 – 17 juni 2008   | 210           |
| Melinda ziet dat een geest het lichaam van Justin, een baseballspeler inneemt. De geest heeft het lichaam van de sterspeler nodig om zijn eigen talenten te uiten. Als geest is dit de enige manier. |                         |                                                      |               |
| 33 | Cat's Claw              | 15 december 2006 – 1 maart 2007 – 24 juni 2008       | 211           |
| Melinda krijgt visioenen over de jungle en ontdekt dat er een dokter op expeditie is gestorven. De dokter weet zelf niet waar zijn lichaam ergens ligt. Zijn vriendin lijdt onder de eenzaamheid en de verkregen eer van de expeditie. Melinda bekent uiteindelijk haar grote geheim aan Payne. |                         |                                                      |               |
| 34 | Dead to Rights          | 15 december 2006 – 8 maart 2007 – 7 oktober 2008     | 212           |
| Melinda heeft problemen bij het communiceren met een geest aangezien hij telkens weer plots verdwijnt. Hij ligt in een coma en wordt via apparaten kunstmatig in leven gehouden. Hij wil dat zijn ouders hem laten gaan en zijn vrouw aanvaarden in de familie. |                         |                                                      |               |
| 35 | Deja Boo                | 5 januari 2007 – 15 maart 2007 – 14 oktober 2008     | 213           |
| Melinda komt tijdens een etentje een geest tegen die haar zwangere vriendin, Molly achtervolgt. Melinda en Payne denken dat de geest zal reïncarneren als Holly's baby. Maar de geest wil niet reïncarneren en probeert de geboorte tegen te houden. |                         |                                                      |               |
| 36 | Speed Demon             | 12 januari 2007 – 22 maart 2007 – 21 oktober 2008    | 214           |
| Melinda's wagen laat het afweten op een verlaten baan en wanneer ze hulp krijgt ziet ze plots een geest gekleed als skelet. De geest is gestorven tijdens een illegale autorace in de buurt en de vrouw die Melinda hielp was zijn verloofde. Melinda komt te weten dat Ned ook naar de races gaat kijken. |                         |                                                      |               |
| 37 | Mean Ghost              | 2 februari 2006 – 27 maart 2007 – 28 oktober 2008    | 215           |
| Tais, een overleden cheerleader heeft het gemunt op haar voormalige team. Melinda ziet hoe de meisjes telkens vreemde ongelukken meemaken door toedoen van de geest. |                         |                                                      |               |
| 38 | The Cradle Will Rock    | 16 februari 2007 – 5 april 2007 – 4 november 2008    | 216           |
| Melinda en Delia zijn in een juwelierszaak wanneer deze wordt overvallen. De dag nadien blijkt de juwelier gestorven te zijn en hij komt naar Melinda om hulp. Melinda komt erachter dat de overval een complot was. |                         |                                                      |               |
| 39 | The Walk-in             | 26 februari 2007 – 19 april 2007 – 11 november 2008  | 217           |
| Er verdwijnt een lichaam uit het mortuarium op hetzelfde moment dat Melinda thuis contact heeft met diens geest. Het blijkt dat een andere geest het dode lichaam heeft ingenomen en nu als een zombie door de stad wandelt. |                         |                                                      |               |
| 40 | Children of Ghosts      | 30 maart 2007 – 26 april 2007 – 18 november 2008     | 218           |
| Julie, een tiener wier beide ouders overleden zijn, wordt door Melinda en Jim in huis genomen. Melinda krijgt bezoek van Valerie, Julies overleden moeder. |                         |                                                      |               |
| 41 | Delia's First Ghost     | 6 april 2007 – 3 mei 2007 – 25 november 2008         | 219           |
| Als Melinda op Ned moet passen, komt ze in contact met Charlie, Delia's eerste man en Neds vader. Uiteindelijk onthult Melinda aan Delia haar gave, maar die gelooft haar niet. |                         |                                                      |               |
| 42 | The Collector           | 27 april 2007 – 10 mei 2007 – 2 december 2008        | 220           |
| Melinda ontmoet Gabriel, die net als zij met geesten contact heeft. Melinda ontdekt dat hij kwade bedoelingen heeft omdat hij alle geesten op aarde wil houden. |                         |                                                      |               |
| 43 | The Prophet             | 4 mei 2007 – 17 mei 2007 – 9 december 2008           | 221           |
| Melinda krijgt visioenen en denkt dat Delia in gevaar is. |                         |                                                      |               |
| 44 | The Gathering           | 11 mei 2007 – 25 mei 2007 – 16 december 2008         | 222           |
| Melinda ontdekt dat er sinds 3 jaar geleden op 11 mei telkens een vreemde ramp plaatsvindt. Het jaar daarvoor stortte namelijk een vliegtuig neer in het stadje. Een geest vertelt Melinda dat er zich dit jaar ook een ramp zal voordoen. |                         |                                                      |               |

## Seizoen 3
| Aflevering | Titel                        | Uitzenddatum: Verenigde Staten – Nederland – België | Productiecode |
| --- | ---------------------------- | --------------------------------------------------- | ------------- |
| 45 | The Underneath               | 17 februari 2008 – 23 december 2008                 | 301           |
| 46 | Don't Try This at Home       | 24 februari 2008 – 30 december 2008                 | 302           |
| 47 | Haunted Hero                 | 2 maart 2008 – 6 januari 2009                       | 303           |
| 48 | No Safe Place                | 9 maart 2008 – 13 januari 2009                      | 304           |
| 49 | Weight of What Was           | 16 maart 2008 – 20 januari 2009                     | 305           |
| 50 | Double Exposure              | 23 maart 2008 – 27 januari 2009                     | 306           |
| 51 | Unhappy Medium               | 30 maart 2008 – 3 februari 2009                     | 307           |
| 52 | Bad Blood                    | 6 april 2008 – 10 februari 2009                     | 308           |
| 53 | All Ghosts Lead to Grandview | 13 april 2008 – 17 februari 2009                    | 309           |
| 54 | Holiday Spirit               | 20 april 2008 – 24 februari 2009                    | 310           |
| 55 | Slam                         | 27 april 2008 – 3 maart 2009                        | 311           |
| 56 | First Do No Harm             | 4 mei 2008 – 10 maart 2009                          | 312           |
| 57 | Home But Not Alone           | 11 mei 2008 – 17 maart 2009                         | 313           |
| 58 | The Gravesitter              | 18 mei 2008 – 24 maart 2009                         | 314           |
| 59 | Horror Show                  | 25 mei 2008 – 31 maart 2009                         | 315           |
| 60 | Deadbeat Dads                | 1 juni 2008 – 7 april 2009                          | 316           |
| 61 | Stranglehold                 | 8 juni 2008 – 14 april 2009                         | 317           |
| Melinda vindt eindelijk, na lang zoeken, haar vader terug. Ze komt te weten dat hij een aanklager was en dat een van de mensen die hij had aangeklaagd (Paul) na het doden van een jongetje, net is vrijgekomen. Wetende dat haar vader gevlucht is gaat ze naar hem op zoek om hem te waarschuwen. Als ze aan zijn hotelkamer aankomt pleegt hij zelfmoord. |                              |                                                     |               |
| 62 | Pater Familias               | 15 juni 2008 – 21 april 2009                        | 318           |
| Tom Gordon (Melinda's vader) overleeft de kogel en Melinda vraagt aan Paul om haar vader met rust te laten. Maar Paul neemt haar mee naar haar ouderlijk huis waar Melinda zijn lichaam in de kelder vindt. Ze komt erachter wat er echt gebeurd is, haar moeder en Paul waren verloofd tot Paul beschuldigd werd van moord. Tom beloofde dat hij Paul vrij zou krijgen, maar deed eigenlijk niets zodat hij zelf met Melinda's moeder zou kunnen trouwen. Tom probeert Melinda te vermoorden, wat hij ook met Paul heeft gedaan, maar Pauls geest redt haar. Op het einde wachten Melinda, haar moeder, Jim, Delia, Ned en Payne aan de rand van de straat om over te steken wanneer ze merken dat er maar 5 schaduwen zijn, terwijl ze met zes zijn. Dit is het teken dat er iemand zal doodgaan. |                              |                                                     |               |

## Seizoen 4
| Aflevering | Titel                         | Uitzenddatum: Verenigde Staten – Nederland – België  | Productiecode |
| --- | ----------------------------- | ---------------------------------------------------- | ------------- |
| 63 | Firestarter                   | 1 februari 2009 – 21 mei 2009 – 1 september 2009     | 401           |
| 64 | Big Chills                    | 1 februari 2009 – 25 mei 2009 – 8 september 2009     | 402           |
| 65 | Ghost In The Machine          | 8 februari 2009 – 26 mei 2009 – 15 september 2009    | 403           |
| 66 | Save Our Souls                | 8 februari 2009 – 27 mei 2009 – 22 september 2009    | 404           |
| 67 | Bloodline                     | 15 februari 2009 – 28 mei 2009 – 29 september 2009   | 405           |
| 68 | Imaginary Friends and Enemies | 15 februari 2009 – 1 juni 2009 – 6 oktober 2009      | 406           |
| 69 | Threshold                     | 22 februari 2009 – 2 juni 2009 – 13 oktober 2009     | 407           |
| 70 | Heart & Soul                  | 22 februari 2009 – 3 juni 2009 – 20 oktober 2009     | 408           |
| 71 | Pieces Of You                 | 1 maart 2009 – 4 juni 2009 – 27 oktober 2009         | 409           |
| 72 | Ball & Chain                  | 8 maart 2009 – 8 juni 2009 – 3 november 2009         | 410           |
| 73 | Life On The Line              | 15 maart 2009 – 9 juni 2009 – 10 november 2009       | 411           |
| 74 | This Joint's Haunted          | 22 maart 2009 – 10 juni 2009 – 17 november 2009      | 412           |
| 75 | Body of Water                 | 29 maart 2009 – 11 juni 2009 – 24 november 2009      | 413           |
| 76 | Slow Burn                     | 5 april 2009 – 15 juni 2009 – 1 december 2009        | 414           |
| 77 | Greek Tragedy                 | 12 april 2009 – 16 juni 2009 – 8 december 2009       | 415           |
| 78 | Ghost Busted                  | 19 april 2009 – 6 september 2009 – 15 december 2009  | 416           |
| 79 | Delusions of Grandview        | 26 april 2009 – 13 september 2009 – 22 december 2009 | 417           |
| 80 | Leap of Faith                 | 3 mei 2009 – 20 september 2009 – 29 december 2009    | 418           |
| 81 | Thrilled to Death             | 10 mei 2009 – 27 september 2009 – 5 januari 2010     | 419           |
| 82 | Stage Frightbogosse           | 17 mei 2009 – 4 oktober 2009 – 12 januari 2010       | 420           |
| 83 | Cursed                        | 24 mei 2009 – 11 oktober 2009 – 19 januari 2010      | 421           |
| 84 | Endless Love                  | 31 mei 2009 – 18 oktober 2009 – 26 januari 2010      | 422           |
| 85 | The Book of Changes           | 7 juni 2009 – 25 oktober 2009 – 2 februari 2010      | 423           |
| Melinda leert van het bestaan van het “Book of Changes”, waarin vanuit de geestenwereld opvallende gebeurtenissen en voorspellingen worden genoteerd. Ze komt erachter dat de baby in haar buik een jongetje is, en verneemt van de geest Carl dat haar zoontje later nog meer krachten zal hebben dan zij. Melinda krijgt zoveel stress van de grootse bruiloft die er voor haar en Jim/Sam georganiseerd wordt, dat Jim/Sam haar verrast met de kleinste en intiemste bruiloft die je je maar kunt voorstellen. |                               |                                                      |               |

## Seizoen 5
| Aflevering | Titel                      | Uitzenddatum: Verenigde Staten – Nederland – België    | Productiecode |
| --- | -------------------------- | ------------------------------------------------------ | ------------- |
| 86 | Birthday Presence          | 25 september 2009 – 1 november 2009 – 2 september 2010 | 501           |
| Wanneer Melinda's baby wordt geboren om 11.48 uur, stopt de tijd even en gaat dan terug verder. Melinda ziet vanuit haar ziekenhuisbed een bloedspoor en een paar voeten. Tegelijkertijd zien de dokters dat Melinda's baby helemaal blauw ziet, maar nog voor zijn eerste ademhaling normaal kleurt. Vijf jaar later viert Aiden zijn verjaardagsfeestje in de tuin van zijn ouders Melinda en Jim. Melinda weet dat Aiden ook geesten kan zien en is nieuwsgierig welke krachten hij nog meer zou hebben. De geest van een jonge vrouw verschijnt, die ervan overtuigd is dat Ayden haar zoontje is. Melinda ontdekt dat zij en de jonge vrouw in aangrenzende kamers bevielen van een zoontje, waarbij de jonge vrouw stierf in het kraambed. De geest gelooft dat haar baby daarbij gestorven is en bezit heeft genomen van Aidens lichaam. Dan blijkt dat de baby nog leeft en geadopteerd is door zijn biologische vader. De geest kalmeert wanneer ze ziet dat haar zoontje in veilige handen is, en verdwijnt daarna in het licht. |                            |                                                        |               |
| 87 | See No Evil                | 2 oktober 2009 – 8 november 2009 – 9 september 2010    | 502           |
| Een obscure kettingbrief houdt de gemoederen in Grandview bezig. Wie de kettingbrief niet doorstuurt, kan rekenen op onverklaarbare gebeurtenissen. Melinda en Eli geloven niet in de kracht van de kettingbrief, en ontdekken dat de geest van de pas overleden studente Gwen de gebeurtenissen veroorzaakt. Zij heeft de kettingbrief destijds zelf niet doorgestuurd, en daarmee - denkt ze - heeft ze het auto-ongeluk veroorzaakt waarbij ze zelf overleed en haar moeder in coma raakte. Bij wijze van boetedoening straft ze nu iedereen die de brief net als zij niet doorstuurt, in de hoop dat ze mensen waarschuwt en dit tevens haar moeder zal redden. Wanneer de moeder later alsnog overlijdt, blijkt het auto-ongeluk veroorzaakt te zijn door een hersentumor die moeders voor haar dochter verzwegen had. De puzzelstukjes vallen op hun plaats, waarna moeder en dochter samen in het licht stappen. |                            |                                                        |               |
| 88 | Till Death Do Us Start     | 9 oktober 2009 – 15 november 2009 – 16 september 2010  | 503           |
| 89 | Do Over                    | 16 oktober 2009 – 22 november 2009 – 23 september 2010 | 504           |
| 90 | Cause for Alarm            | 23 oktober 2009 – 29 november 2009 – 30 september 2010 | 505           |
| 91 | Head over Heels            | 30 oktober 2009 – 6 december 2009 – 7 oktober 2010     | 506           |
| 92 | Devil's Bargain            | 6 november 2009 – 31 januari 2010 – 14 oktober 2010    | 507           |
| 93 | Dead Listing               | 13 november 2009 – 7 februari 2010 – 21 oktober 2010   | 508           |
| 94 | Lost In The Shadows        | 20 november 2009 – 14 februari 2010 – 28 oktober 2010  | 509           |
| 95 | Excessive Forces           | 4 december 2009 – 21 februari 2010 – 4 november 2010   | 510           |
| 96 | Dead Air                   | 8 januari 2010 – 28 februari 2010 – 11 november 2010   | 511           |
| 97 | Blessings In Disguise      | 15 januari 2010 – 7 maart 2010 – 18 november 2010      | 512           |
| 98 | Living Nightmare           | 22 januari 2010 – 14 maart 2010 – 25 november 2010     | 513           |
| 99 | Dead To Me                 | 29 januari 2010 – 21 maart 2010 – 2 december 2010      | 514           |
| 100 | Implosion                  | 5 maart 2010 – 28 maart 2010 – 9 december 2010         | 515           |
| Melinda denkt dat een paar van haar antieke oorlogsitems niet helemaal pluis zijn. Als ze de man aanspreekt die de haar de voorwerpen gebracht heeft, wordt hij boos en wil niet antwoorden. Ze is zeker van haar zaak als ze een visioen krijgt waarin ze op een landmijn stapt, alles explodeert en een jongen ziet die soldaatje speelt. Met een vermoeden volgen zij en Eli de man naar een legerbasis en ontdekken dat de man daar materiaal steelt. Melinda ziet daar ook het kleine jongetje terug wanneer hij speelt met een mijn. Ze is verbaasd want op het dode jongetje zijn geen sporen van een ontploffing te zien, maar in de legerbasis vindt ze het dode lichaam van de jongen in een container. Ze komt te weten dat het jongetje nog maar een paar dagen vermist is en naar de basis is gegaan omdat zijn vader, een soldaat die gedood is in Afghanistan, hem er ook vaak naartoe bracht. Toen het jongetje, Joey, het laatst op de legerbasis was, wilde hij een mijn als souvenir meenemen maar moest zich verstoppen omdat hij geluid hoorde. Hij schuilde in een container, maar die sloot af. Nog voor Joey stikte, zag hij hoe een man een niet-ontplofte bom meenam. |                            |                                                        |               |
| 101 | Old Sins Cast Long Shadows | 12 maart 2010 – 4 april 2010 – 16 december 2010        | 516           |
| 102 | On thin ice                | 19 maart 2010 – 18 april 2010 – 23 december 2010       | 517           |
| 103 | Dead Eye                   | 9 april 2010 – 25 april 2010 – 30 december 2010        | 518           |
| 104 | Lethal Combination         | 30 april 2010 – 9 mei 2010 – 6 januari 2011            | 519           |
| 105 | Blood Money                | 7 mei 2010 – 16 mei 2010 – 13 januari 2011             | 520           |
| 106 | Dead Ringer                | 14 mei 2010 – 23 mei 2010 – 20 januari 2011            | 521           |
| 107 | The Children's Parade      | 21 mei 2010 – 30 mei 2010 – 27 januari 2011            | 522           |
| Melinda, Eli en Carl worden een paar keer bezeten door de Shadows waardoor ze zich anders gedragen. Er komt een loodgieter bij Melinda thuis die een geest blijkt te zijn en Aidens speelgoedsoldaatje terugvindt. In het ziekenhuis komt Melinda de geest van een klein jongetje tegen dat zijn ouders zoekt. Uiteindelijk draait alles rond het uiteindelijke gevecht tussen de Shinies en de Shadows. Aiden krijgt te horen dat zijn moeder bezeten is en dat hij haar moet redden. Hiervoor roept hij alle Shinies bijeen om de Shadows te bevechten en tijdens het gevecht verandert nacht in dag. Uiteindelijk winnen de Shinies en gaan alle achtergebleven kindergeesten begeleid door de Shinies naar "Het Licht". |                            |                                                        |               |